# Seegefecht vor Hiddensee
Das Seegefecht vor Hiddensee fand im Zuge des Deutsch-Französischen Krieges am 17. August 1870 zwischen norddeutschen und französischen Marine-Einheiten vor Hiddensee statt.

## Hergang

Norddeutscher Bund 1866–1871

Seit August 1870 kreuzte das französische Ostseegeschwader (Escadre de la mer Baltic) unter Vizeadmiral Bouët-Willaumez mit dem Flaggschiff Surveillante vor den nordostdeutschen Küsten, um durch eine Seeblockade die Häfen von Kiel bis Memel vom Außenseehandel abzuschneiden. Allerdings bestand das Geschwader hauptsächlich aus Panzerschiffen, die für diese Aufgabe aufgrund ihres großen Tiefgangs und ihrer Schwerfälligkeit wenig geeignet waren. Ihre Operationsfähigkeit war zudem aufgrund Kohlenmangels stark eingeschränkt.
Da das Ostseegeschwader die Kjöge-Bucht auf Seeland mit Duldung der dänischen Regierung als Stützpunkt benutzte, beschloss Korvettenkapitän Graf Franz von Waldersee als Kommandeur der so genannten Flottillen-Division in Stralsund, mit seinem Flaggschiff Grille zu Aufklärungszwecken einen Vorstoß in die dänische Bucht zu unternehmen. Kommandant der Grille war Kapitänleutnant Christian Donner (1839–1904). Die Grille verließ am Morgen des 17. August die Binnenreede von Wittow-Posthaus auf Rügen und traf gegen 9.00 Uhr zehn Seemeilen südöstlich von Moen auf einen französischen Aviso, der Kap Arkona ansteuerte. Waldersee hielt den Aviso für die Hirondelle, nach französischen Angaben handelte es sich jedoch um die Yacht Jérôme Napoléon.

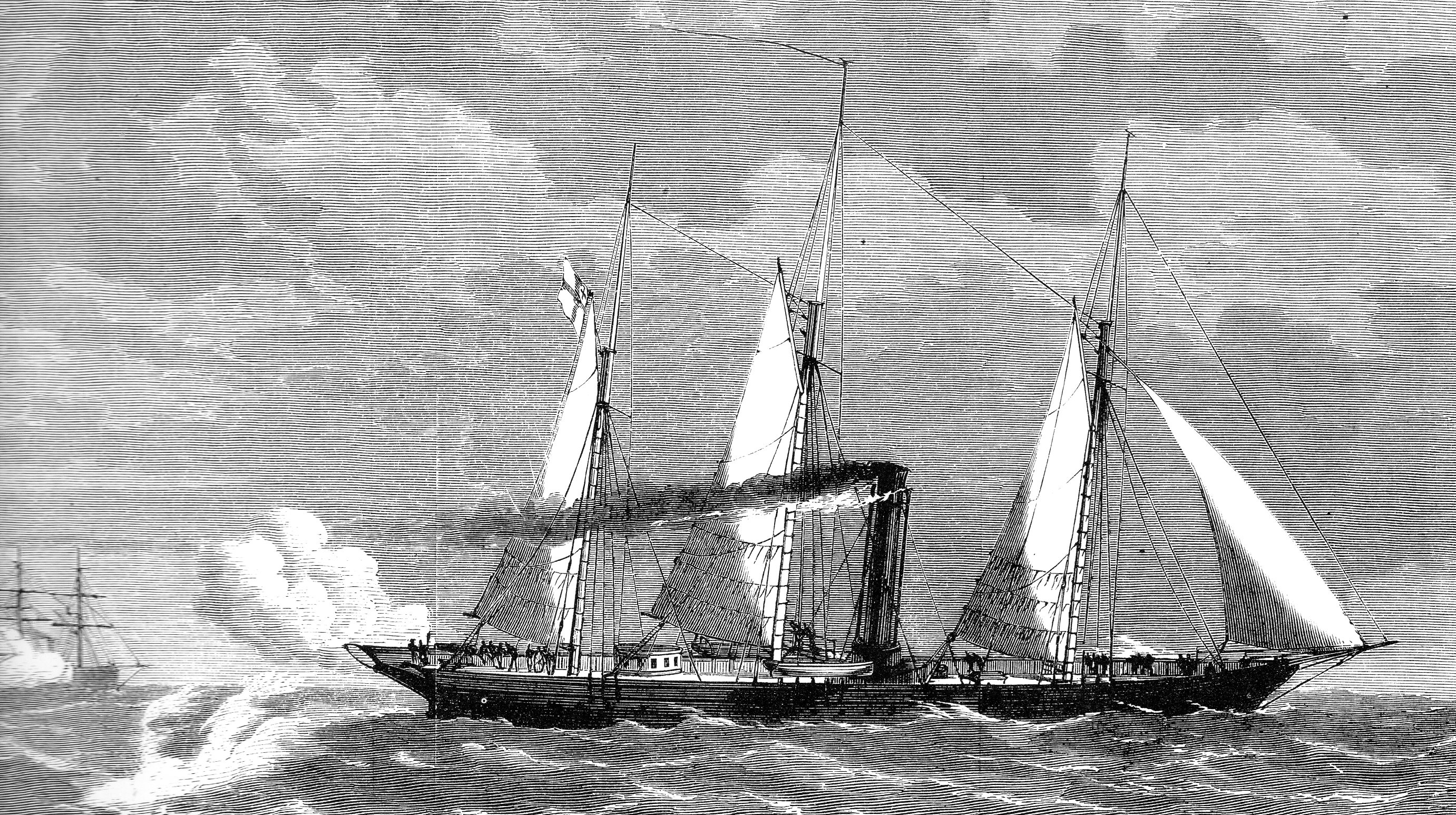
Seegefecht vor Hiddensee am 17. August 1870. Im Vordergrund die norddeutsche Yacht Grille

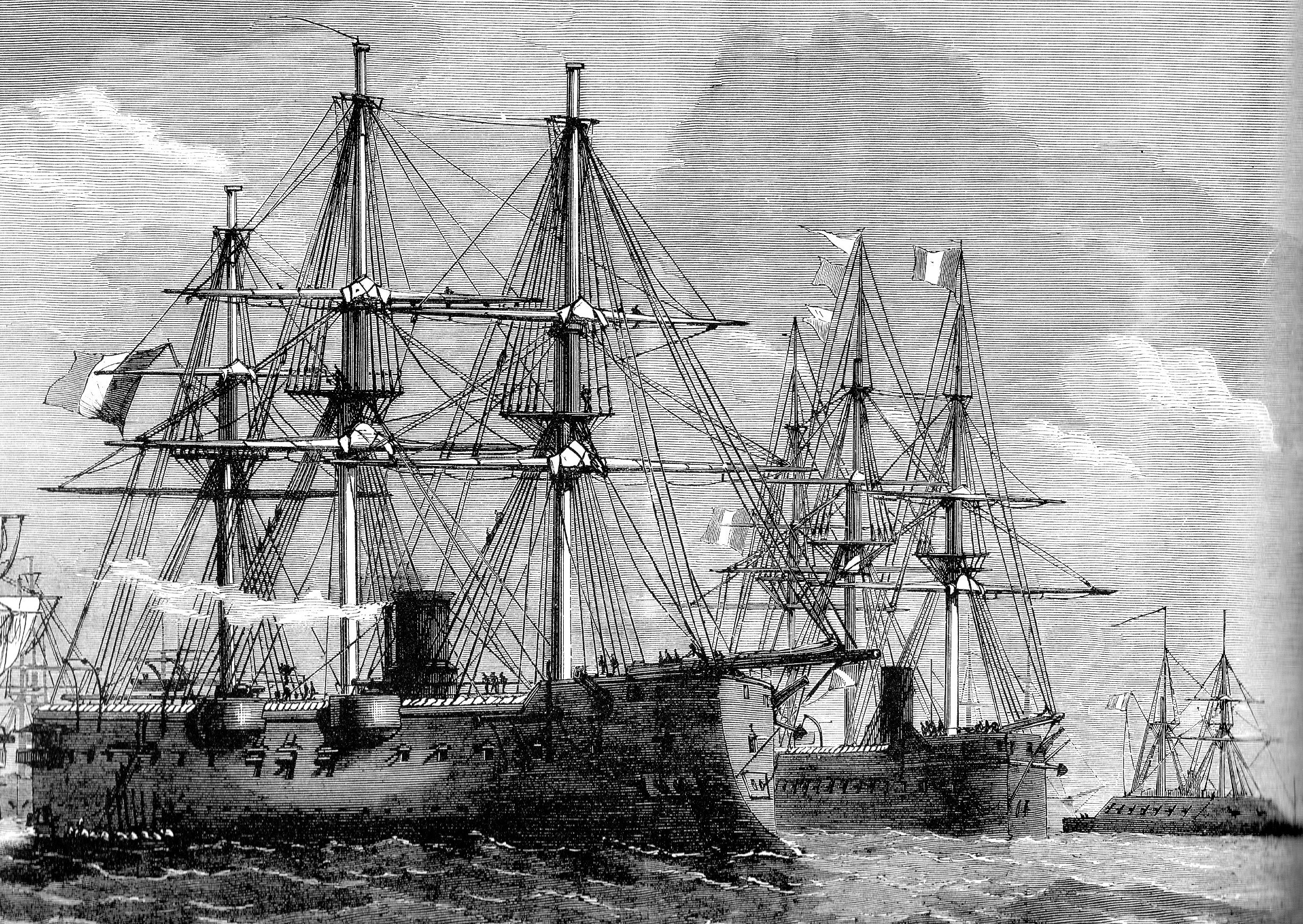
Das französische Ostseegeschwader mit (von links) den Panzerfregatten Océan und Surveillante sowie dem Widderschiff Rochambeau

Waldersee ließ einen südlichen Kurs einschlagen, um seine drei Dampfkanonenboote Drache, Blitz und Salamander in ein Gefecht einzubeziehen. Dies misslang jedoch, da das französische Schiff abdrehte und sich mit hoher Geschwindigkeit entfernte. Obwohl die Grille eine Höchstgeschwindigkeit von über 14 Knoten erreichte, gelang es ihr nicht, aufzuschließen. Ein abgefeuerter Schuss erreichte den Gegner nicht, der nun auf das Gedser-Feuerschiff zuhielt. Nach 11.00 Uhr sichtete die Grille im Westen den Rauch von fünf Schiffen, die Waldersee als vier Panzerfregatten und eine ungepanzerte Korvette identifizierte, darunter das französische Flaggschiff Surveillante und die Panzerfregatte Océan, die kampfstärkste Einheit des französischen Geschwaders. Während das Flaggschiff und zwei andere Panzerfregatten abdrehten, begannen die Océan und eine Korvette – nach französischer Darstellung die Panzerkorvette Thétis und die Korvette Hermite – die Verfolgung der Grille, die östlich auf Dornbusch zusteuerte.
Gegen 14.00 Uhr bemerkte Waldersee, dass die drei Kanonenboote unter dem Kommando von Kapitänleutnant (Im Original: Capitain-Lieutenant) Georg Heinrich Rodenacker (1840–1922) herauskamen, um die Grille zu unterstützen. Um 14.30 Uhr eröffneten die beiden französischen Schiffe das Feuer, das nach Waldersee gut gezielt lag, jedoch zum Teil über die Grille hinwegging. Die Kanonenboote griffen gegen 15.00 Uhr in Dwarslinie in das Gefecht ein. Inzwischen hatte sich das französische Geschwader neu formiert und Bouët-Willaumez griff mit drei Panzerfregatten in das Gefecht ein. Um 15.45 Uhr eröffnete das Geschwader geschlossen das Feuer auf die norddeutschen Einheiten. Die Grille und die drei Kanonenboote zogen sich bis 17.30 Uhr langsam in flache Gewässer zurück, da eine Geschosswirkung gegen die Panzerschiffe nicht zu erwarten war.
Weder die französische noch die norddeutsche Seite hatte Treffer erzielt, so dass das Gefecht ohne Verluste oder Schäden endete. Aufgrund ihres Tiefgangs konnten die französischen Einheiten Waldersees Flottille nicht weiter verfolgen. Waldersee vermutete, dass sich an Bord der französischen Schiffe ortskundige dänische Lotsen befanden, da sie sonst nicht in küstennahen Gewässern operiert hätten. In seinem Gefechtsbericht lobte Waldersee sowohl die eigenen Mannschaften als auch die eigenen Lotsen. Für seinen Einsatz wurde Waldersee das Eiserne Kreuz II. Klasse verliehen.
Bis zum Abzug des Ostseegeschwaders im September 1870 wurden die Kanonenboote und die Grille von der Panzerkorvette Jeanne d’Arc überwacht.